# Bupleurum alatum
Bupleurum alatum là một loài thực vật có hoa trong họ Hoa tán. Loài này được R.H.Shan & M.L.Sheh mô tả khoa học đầu tiên năm 1979.